# Amnicola
Amnicola é um género de gastrópode  da família Hydrobiidae.
Este género contém as seguintes espécies:
- Amnicola aldrichi (Call & Beecher, 1886)
  - Amnicola aldrichi antroecetes
- Amnicola bakerianus Pilsbry, 1917
- Amnicola browni Carpenter, 1872
- Amnicola clarki Pilsbry, 1917
- Amnicola cora Hubricht, 1979
- Amnicola dalli Call, 1884
- Amnicola decisus Haldeman, 1845
- Amnicola emarginata Kuster, 1852
- Amnicola granum (Say, 1822)
- Amnicola greggi Pilsbry, 1935
- Amnicola integra Say, 1821
- Amnicola limosus (Say, 1817)
- Amnicola missouriensis Pilsbry, 1898
- Amnicola pallida Haldeman, 1842
- Amnicola pilsbry Walker, 1906
- Amnicola proserpina Hubricht, 1940
- Amnicola pupoideus (Gould, 1841)
- Amnicola retromargo F. G. Thompson, 1968
- Amnicola rhombostoma F. G. Thompson, 1968
- Amnicola stygius Hubricht, 1971
- Amnicola walkeri Pilsbry, 1898
- Amnicola winkleyi Pilsbry, 1912